# Керман (остан)
Керма́н (перс. كرمان‎ — Kermân) — одна из 31 провинций (останов) Ирана. Находится на юго-востоке страны. Административный центр — город Керман. Площадь — 180 836 км², население — 2 652 413 человек (2006). Большинство — персы, а также кочевые тюркские племена и белуджи.
Городское население провинции на 1996 год составляло 52,9 %. Самый большой и наиболее развитый город в провинции — Керман, другие крупные города — Сирджан (190 тыс.), Рафсанджан (137 тыс.), Джирофт (96 тыс.), Бам (80 тыс.), Зеренд (55 тыс.), Шахре-Бабек (44 тыс.), Кехнудж (40 тыс.), Бафт (37 тыс.), Бардсир (28 тыс.), Анбарабад (19 тыс.), Махан (17 тыс.), Шахдад (15 тыс.), Калехгандж (12 тыс.), Рудбар (8 тыс.).

## Административное деление
Провинция делится на 18 шахрестанов:
1. Анбарабад (Anbarabad)
2. Бам (Bam)
3. Бардсир (Bardsir)
4. Бафт (Baft)
5. Джирофт (Jiroft)
6. Заранд (Zarand)
7. Кале-йе-Гандж (Ghaleye-Ganj)
8. Кехнудж[2] (Kahnuj)
9. Керман (Kerman)
10. Кухбонан (Kuhbonan)
11. Менуджан (Manujan)
12. Рабар (Rabar)
13. Равер (Ravar)
14. Рафсанджан (Rafsanjan)
15. Рудбар Джануб (Roudbar-e-Jonub)
16. Сирджан (Sirjan)
17. Фахрадж (Fahraj)
18. Шехр-э-Бабек (Shahr-e-Babak)

## Экономика
Основные отрасли экономики — автомобильная, металлургическая, химическая, электротехническая, пищевая, текстильная, кожевенная, деревообрабатывающая, керамическая, стекольная промышленность, добыча угля, железной, медной, свинцово-цинковой и титановой руды, золота и строительного камня, энергетика, производство стройматериалов и вагонов, сельское хозяйство (фисташки, финики, пшеница, ячмень, цитрусовые, виноград, хурма, хлопок, помидоры, картофель, клещевина, кунжут), торговля, транспорт, туризм.
В городе Керман базируются резинотехническая компания «Керман Тайр энд Раббер», угольная компания «Керман Коал Компани», цементная компания «Симане Керман», исследовательский центр «Носа». В городе Сирджан расположена Свободная экономическая зона; среди крупнейших предприятий — железорудный горно-обогатительный комбинат «Гольгохар Айрон Ор Компани». В городе Сарчешме расположен медный горно-обогатительный и плавильный комбинат «Нэшнл Ираниан Коппер Индастриз Компани» («Имидро»). В городе Рафсанджан расположен керамический завод «Алмасе Кявир». В районе города Джирофт расположена Свободная экономическая зона «Джазмуриян».
В городе Бам расположена Свободная экономическая зона «Арг-э-Джадид»; среди крупнейших предприятий — автомобильный завод «Керман Ходро», автобусный завод «Арак Дизель» («Керман Ходро»), заводы автокомплектующих «Модиран Ходро», «Ореан Ходро», «Керман Ходро Мотор Пауэр Компани», «Парс Алюминиум Ринг Компани», «Саба Индастриал Груп», «Тазин Ходро», «Петгар Метал Индастриз», «Игхани Метал Индастриз» и «Бам Электрик Компани», химический завод «Саут Индастриал Ойл Компани», деревообрабатывающий завод «Арг Вуд Индастриз», пищевая фабрика «Бам Фуд Индастриз».

## Достопримечательности
В городе Керман расположены комплекс Ганджали-Хан эпохи Сефевидов (площадь, медресе, мечеть, караван-сарай, базар, монетный двор, бани, «башни ветра» и резервуары для воды аб-анбар, Пятничная мечеть, Большой базар, бани Вакиль, древние «яхчал» для хранения льда, Музей ковров. В городе Махан расположены гробница Ниматуллы Вали, «башни ветра» и дворцы с садами. Возле города Шехдад расположены гробница Захед Зейда, крепости Шафи-Абаад и Годиз, несколько древних караван-сараев и руины поселений эпохи Аратта.
В городе Бам расположена глинобитная крепость Арг-э Бам эпохи Сасанидов и Сефевидов. В городе Райен расположена крепость эпохи Сасанидов. В городе Сирджан интересны старинные «якчал» для хранения льда. В городе Бардсир расположена древняя крепость. Возле города Джирофт расположены руины древнего поселения Конар-Сандал. Возле города Шахре-Бабек расположена древняя деревня Майманд со скальными жилищами. Возле города Зеренд находится множество окаменелостей динозавров. Также в провинции расположены пустыня Деште-Лут с замысловатыми формами рельефа и пещера Торанг.